# Блау, Макс
Макс Блау (нем. Max Blau; 19 декабря 1918, Мюнхен — 25 августа 1984, Берн) — швейцарский шахматист, международный мастер (1953).
Четырёхкратный чемпион Швейцарии (1953, 1955, 1956 и 1967).
Многократный участник различных соревнований в составе национальной сборной по шахматам:
- 7 олимпиад (1954—1958, 1962—1968).
- 5-й командный чемпионат Европы (1973) в г. Бате.
- 15 Кубков Клары Бенедикт (1953—1958, 1960—1964, 1966—1967, 1969—1970, 1972). Выиграл 5 медалей в команде (1 золотую, 2 серебряные и 2 бронзовые), а также 3 золотые медали в индивидуальном зачёте.

Победитель международных турниров: Люцерн (1950), Бирзек (1961).